# Gilles Magnus

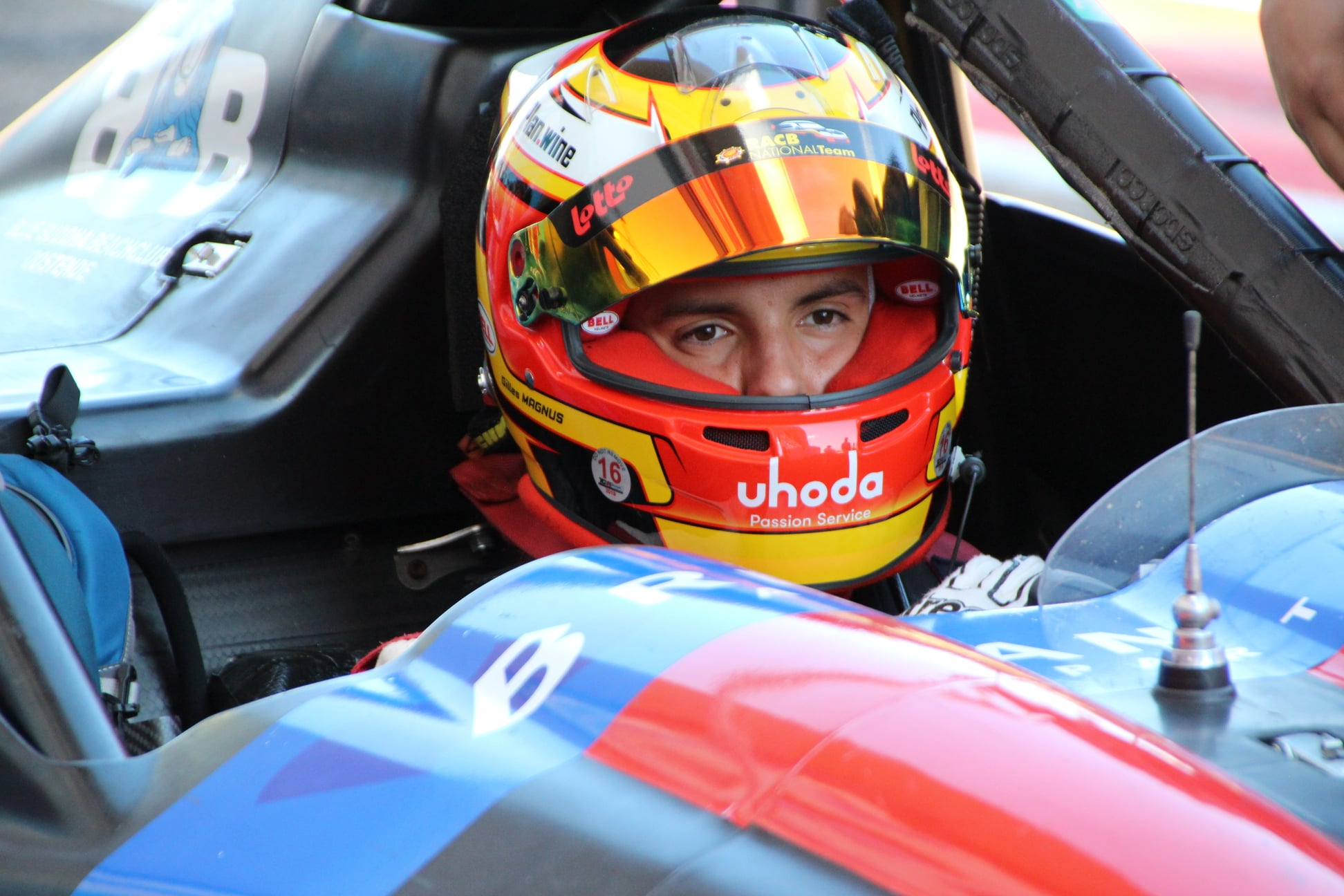
Gilles Magnus in de Norma

Gilles Magnus (30 augustus 1999) is een Belgisch autocoureur.

## Carrière
Magnus begon zijn autosportcarrière in het karting op achtjarige leeftijd, waarin hij tot 2015 actief bleef. Hij won tijdens zijn carrière meerdere kampioenschappen in het karting. In 2016 maakte hij de overstap naar het formuleracing, waarin hij uitkwam in het Franse Formule 4-kampioenschap. Hij behaalde een overwinning op het Circuit Bugatti en stond in twaalf andere races op het podium. Hierdoor werd hij achter de dominante Ye Yifei tweede in het kampioenschap met 278 punten.
In 2017 maakte Magnus de overstap naar de Formule Renault 2.0 NEC, waarin hij uitkwam voor het team R-ace GP. Hij won twee races op Spa-Francorchamps en stond daarnaast op het TT-Circuit Assen op het podium. Met 161 punten werd hij tweede in de eindstand, slechts twee punten achter Michaël Benyahia. Tijdens de 24 uur van Zolder verving hij Wolfgang Reip die forfait moest geven met een oorontsteking. Samen met Frank Thiers, Hans Thiers, Jeffrey Van Hooydonk en Christoff Corten, won hij als jongste deelnemer ooit de wedstrijd en als eerste met een CN-proto.
In 2018 stapte Magnus over naar de langeafstandsracerij. Hij nam voor het team Russell Racing by DVB Racing deel aan het Belgische endurancekampioenschap, waarin hij een auto deelde met Christoff Corten, Frank Thiers, Hans Thiers en Jeffrey Van Hooydonk. Met twee zeges en 203,5 punten werd het team kampioen in de klasse. Tevens reed hij voor het Belgian Audi Club Team WRT in het eerste raceweekend van de Blancpain GT Series Sprint Cup op het Circuit Zolder, waarbij hij een Audi R8 LMS deelde met Alessio Picariello. Zij eindigden de races als zevende en zesde, maar wonnen beide races in de Silver-klasse.
In 2019 begon Magnus het seizoen in de 24 uur van Dubai, waarin hij in de TCR-klasse voor het team AC Motorsport een Audi RS3 LMS TCR deelde met Stéphane Perrin, Vincent Radermecker en voormalig wielrenner Tom Boonen. Zij eindigden als vijfde in hun klasse en als 34e in de algehele raceuitslag. Aansluitend nam Magnus deel aan de TCR Europe Touring Car Series bij Comtoyou Racing in een Audi RS3 LMS TCR. Hij won een race op Spa-Francorchamps en stond ook op de Hungaroring en het Circuit de Barcelona-Catalunya op het podium. Met 202 punten werd hij zesde in het eindklassement. Aan het eind van het jaar nam hij deel aan de FIA Motorsport Games in de toerwagenklasse voor zijn nationale team, gehouden op het Autodromo Vallelunga. Hij werd derde in de eerste race en won de tweede race, waardoor hij achter de Rus Klim Gavrilov de zilveren medaille behaalde.
In 2020 reed Magnus opnieuw in de 24 uur van Dubai en deelde de auto met Perrin, Radermecker, Boonen en Matthew Taskinen. Zij wonnen in een Audi RS3 LMS DSG de TCR-klasse. Daarnaast maakte hij dat jaar zijn debuut in de World Touring Car Cup bij Comtoyou Racing in een Audi RS3 LMS TCR. Hij behaalde twee podiumplaatsen op de Slovakiaring en voegde hier op het Motorland Aragón nog twee podiumfinishes aan toe. Met 172 punten werd hij vijfde in het kampioenschap. Tevens kwam hij in aanmerking voor de rookieklasse, waarin hij dertien van de zestien races won en met 410 punten overtuigend kampioen werd. In de Trophy-klasse, bedoeld voor coureurs zonder fabriekssteun, won hij twee races op Spa-Francorchamps en Aragón en werd hij achter Jean Karl Vernay tweede met 101 punten.